# Lijst van bisschoppen en aartsbisschoppen van Santiago de Compostella

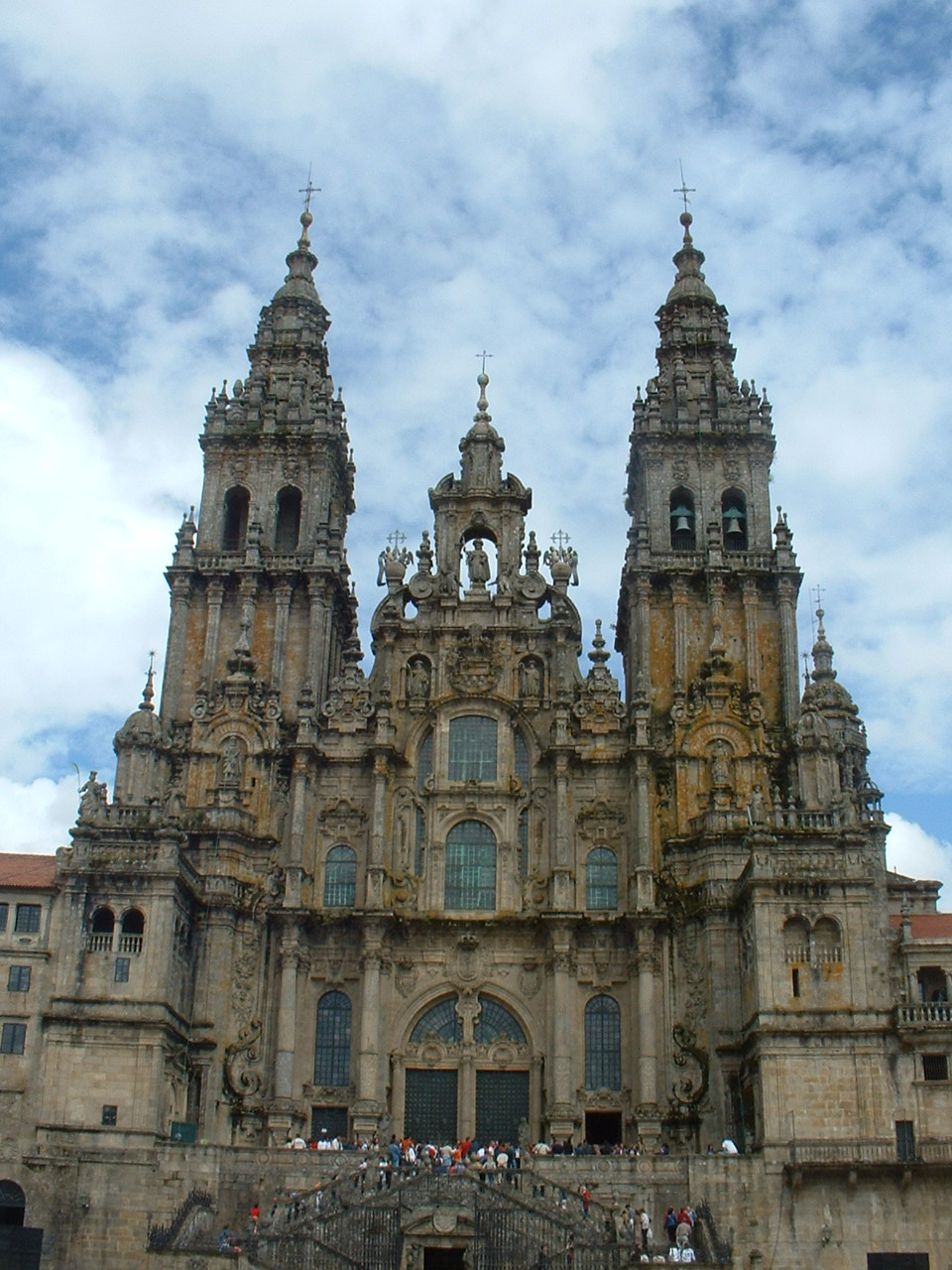
Basiliek van Santiago de Compostella

Onderstaand volgt een lijst van bisschoppen en aartsbisschoppen van Santiago de Compostella, een Spaans rooms-katholiek aartsbisdom.
| Bisschop van Santiago de Compostella      | Bisschop van Santiago de Compostella                  | Bisschop van Santiago de Compostella                                                        |  |
| ----------------------------------------- | ----------------------------------------------------- | ------------------------------------------------------------------------------------------- |  |
| 1071 - 1088                               | Diego Peláez                                          |                                                                                             |  |
| 1088 - 1090                               | Pedro de Cardeña                                      |                                                                                             |  |
| 1090 - 1094                               | Diego Gelmírez                                        | plaatsvervanger (geen bisschop)                                                             |  |
| 1094 - 1096                               | Dalmatius                                             |                                                                                             |  |
| 1101 - 1120                               | Diego Gelmírez                                        |                                                                                             |  |
| Aartsbisschop van Santiago de Compostella |                                                       |                                                                                             |  |
| 1120 - 1139                               | Diego Gelmírez                                        |                                                                                             |  |
| 1140 - 1142                               | Berenguel (Berengario)                                |                                                                                             |  |
| 1143 - 1149                               | Pedro Helías                                          |                                                                                             |  |
| 1151 - 1152                               | Bernardo I                                            |                                                                                             |  |
| 1153 - 1156                               | Pelayo Camundo                                        |                                                                                             |  |
| 1156 - 1167                               | Martín Martínez                                       |                                                                                             |  |
| 1168 - 1173                               | Pedro Gundestéiz                                      |                                                                                             |  |
| 1173 - 1206                               | Pedro Suárez de Deza                                  |                                                                                             |  |
| 1207 - 1224                               | Pedro Muñiz                                           |                                                                                             |  |
| 1224 - 1237                               | Bernardo II                                           |                                                                                             |  |
| 1238 - 1266                               | Juan Arias                                            |                                                                                             |  |
| 1267 - 1267                               | Egas Fafez de Lanhoso                                 |                                                                                             |  |
| 1273 - 1281?                              | Gonzalo Gómez                                         |                                                                                             |  |
| 1286 - 1304                               | Rodrigo González                                      |                                                                                             |  |
| 1307? - 1316                              | Rodrigo del Padrón                                    |                                                                                             |  |
| 1317 - 1330                               | Berenguel de Landora                                  |                                                                                             |  |
| 1331 - 1338                               | Juan Fernández de Limia                               |                                                                                             |  |
| 1339 - 1343                               | Martín Fernández                                      |                                                                                             |  |
| 1344 - 1351                               | Pedro                                                 |                                                                                             |  |
| 1351 - 1362                               | Gómez Manrique                                        |                                                                                             |  |
| 1362 - 1366                               | Suero Gómez de Toledo                                 |                                                                                             |  |
| 1367 - 1367                               | Alonso Sánchez de Moscoso                             |                                                                                             |  |
| 1368 - 1382                               | Rodrigo de Moscoso                                    |                                                                                             |  |
| 1383 - 1388                               | Juan García Manrique                                  |                                                                                             |  |
| 1399 - 1445                               | Lope de Mendoza                                       |                                                                                             |  |
| 1445 - 1449                               | Álvaro Núñez de Isorna                                |                                                                                             |  |
| 1449 - 1460                               | Rodrigo de Luna                                       |                                                                                             |  |
| 1460 - 1464                               | Alonso de Fonseca y Ulloa (Alonso I de Fonseca)       | Was eerder aartsbisschop van Sevilla; in 1464 wederom benoemd tot aartsbisschop van Sevilla |  |
| 1464 - 1507                               | Alonso de Fonseca y Acevedo (Alonso II de Fonseca)    | Was tevens titulair (Latijns) patriarch van Alexandrië (1502?-1506?)                        |  |
| 1507 - 1523                               | Alonso de Fonseca y Ulloa (Alonso III de Fonseca)     | In 1523 benoemd tot aartsbisschop van Toledo                                                |  |
| 1524 - 1534                               | Juan Pardo de Tavera                                  | In 1531 kardinaal gecreëerd; in 1534 benoemd tot aartsbisschop van Toledo                   |  |
| 1534 - 1541                               | Pedro Gómez Sarmiento                                 | In 1538 kardinaal gecreëerd                                                                 |  |
| 1542 - 1545                               | Gaspar Avalos de la Cueva                             | In 1544 kardinaal gecreëerd                                                                 |  |
| 1546 - 1550                               | Pedro Manuel                                          |                                                                                             |  |
| 1550 - 1557                               | Juan Álvarez y Alva de Toledo O.P.                    | In 1538 kardinaal gecreëerd                                                                 |  |
| 1558 - 1569                               | Gaspar Zúñiga Avellaneda                              | In 1569 benoemd tot aartsbisschop van Sevilla                                               |  |
| 1570 - 1572                               | Cristóbal Fernández Valtodano                         |                                                                                             |  |
| 1574 - 1581                               | Francisco Blanco Salcedo                              |                                                                                             |  |
| 1582 - 1584                               | Juan de Yermo (Liermo) y Hermosa                      |                                                                                             |  |
| 1583 - 1587                               | Alonso Velázquez                                      |                                                                                             |  |
| 1587 - 1602                               | Juan de Sanclemente Torquemada                        |                                                                                             |  |
| 1603 - 1614                               | Maximiliano de Austria                                |                                                                                             |  |
| 1615 - 1622                               | Juan Beltrán Guevara y Figueroa                       |                                                                                             |  |
| 1622 - 1624                               | Luis Fernández de Córdoba Portocarrero                | In 1624 benoemd tot aartsbisschop van Sevilla                                               |  |
| 1624 - 1626                               | Agustín Antolínez O.S.A.                              |                                                                                             |  |
| 1627 - 1630                               | José González Díez O.P.                               | In 1630 benoemd tot aartsbisschop van Burgos                                                |  |
| 1630 - 1645                               | Agust ín Spínola Basadone                             | In 1631 kardinaal gecreëerd; in 1645 benoemd tot aartsbisschop van Sevilla                  |  |
| 1645 - 1655                               | Fernando Andrade Sotomayor                            |                                                                                             |  |
| 1655 - 1667                               | Pedro Carrillo y Acuña                                |                                                                                             |  |
| 1668 - 1669                               | Ambrosio Ignacio Spínola y Guzmán                     | In 1669 benoemd tot aartsbisschop van Sevilla                                               |  |
| 1670 - 1680                               | Andrés Girón                                          |                                                                                             |  |
| 1681 - 1684                               | Francisco de Seijas Losada                            |                                                                                             |  |
| 1685 - 1715                               | Antonio Monroy O.P.                                   |                                                                                             |  |
| 1716 - 1722                               | Luis Salcedo Azcona                                   | In 1722 benoemd tot aartsbisschop van Sevilla                                               |  |
| 1723 - 1727                               | Miguel Herrero Esgueva                                |                                                                                             |  |
| 1728 - 1737                               | José del Yermo Santibáñez                             |                                                                                             |  |
| 1738 - 1745                               | Manuel Isidro Orozco Manrique de Lara                 |                                                                                             |  |
| 1745 - 1751                               | Cayetano Gil Taboada                                  |                                                                                             |  |
| 1751 - 1772                               | Bartolomé Rajoy Losada                                |                                                                                             |  |
| 1773 - 1782                               | Francisco Alejandro Bocanegra Jivaja                  |                                                                                             |  |
| 1783 - 1795                               | Sebastián Malvar y Pinto O.F.M.                       |                                                                                             |  |
| 1797 - 1800                               | Felipe Antonio Fernández Vallejo                      |                                                                                             |  |
| 1801 - 1821                               | Rafael Múzquiz Aldunate                               |                                                                                             |  |
| 1822 - 1824                               | Juan García Benito                                    |                                                                                             |  |
| 1824 - 1824                               | Simón Antonio Rentería Reyes                          |                                                                                             |  |
| 1824 - 1850                               | Rafael Manuel José Benito de Vélez Téllez O.F.M. Cap. |                                                                                             |  |
| 1851 - 1873                               | Miguel García Cuesta                                  | In 1862 kardinaal gecreëerd                                                                 |  |
| 1874 - 1886                               | Miguel Payá y Rico                                    | In 1877 kardinaal gecreëerd; in 1886 benoemd tot aartsbisschop van Toledo                   |  |
| 1886 - 1888                               | Victoriano Guisasola y Rodríguez                      |                                                                                             |  |
| 1889 - 1922                               | José María Martín de Herrera y de la Iglesia          | In 1898 kardinaal gecreëerd                                                                 |  |
| 1923 - 1925                               | Manuel Lago y González                                |                                                                                             |  |
| 1925 - 1927                               | Julián de Diego y García Alcolea                      |                                                                                             |  |
| 1927 - 1933                               | Zacarías Martínez Núñez O.S.A.                        |                                                                                             |  |
| 1935 - 1948                               | Tomás Muñiz Pablos                                    |                                                                                             |  |
| 1948 - 1949                               | Carmelo Ballester Nieto C.M.                          |                                                                                             |  |
| 1949 - 1971                               | Fernando Quiroga y Palacios                           | In 1953 kardinaal gecreëerd                                                                 |  |
| 1973 - 1983                               | Ángel Suquía Goicoechea                               | In 1983 benoemd tot aartsbisschop van Madrid                                                |  |
| 1984 - 1994                               | Antonio María Rouco Varela                            | In 1994 benoemd tot aartsbisschop van Madrid                                                |  |
| 1996 - heden                              | Julián Barrio Barrio                                  |                                                                                             |  |